# Ipomoea desmophylla
Ipomoea desmophylla är en vindeväxtart som beskrevs av Boj. och Jacques Denys Denis Choisy. Ipomoea desmophylla ingår i släktet praktvindor, och familjen vindeväxter. Inga underarter finns listade i Catalogue of Life.